# Новотный, Антонин (шахматный композитор)
А́нтонин Но́вотный (чеш. Antonín Novotný; 22 августа 1827 или 1829, Простеёв — 9 марта 1871 или 8 марта 1871, Вена) — чешский шахматный композитор. По профессии — юрист.
В январе 1854 года опубликовал в лейпцигской газете «Illustrirte Zeitung» шахматную задачу на тему, которая стала позднее носить его имя.

## Композиции
|   | a | b | c | d | e | f | g | h |   |
| - | --- | --- | --- | --- | --- | --- | --- | --- | - |
| 8 | c8 чёрный слон · h8 чёрная ладья · c7 чёрный конь · g7 чёрный слон · h6 белый конь · b5 белая ладья · c4 белая пешка · e4 чёрный король · h4 белый слон · f3 белый конь · g3 белая пешка · b2 белая пешка · e2 белый король | c8 чёрный слон · h8 чёрная ладья · c7 чёрный конь · g7 чёрный слон · h6 белый конь · b5 белая ладья · c4 белая пешка · e4 чёрный король · h4 белый слон · f3 белый конь · g3 белая пешка · b2 белая пешка · e2 белый король | c8 чёрный слон · h8 чёрная ладья · c7 чёрный конь · g7 чёрный слон · h6 белый конь · b5 белая ладья · c4 белая пешка · e4 чёрный король · h4 белый слон · f3 белый конь · g3 белая пешка · b2 белая пешка · e2 белый король | c8 чёрный слон · h8 чёрная ладья · c7 чёрный конь · g7 чёрный слон · h6 белый конь · b5 белая ладья · c4 белая пешка · e4 чёрный король · h4 белый слон · f3 белый конь · g3 белая пешка · b2 белая пешка · e2 белый король | c8 чёрный слон · h8 чёрная ладья · c7 чёрный конь · g7 чёрный слон · h6 белый конь · b5 белая ладья · c4 белая пешка · e4 чёрный король · h4 белый слон · f3 белый конь · g3 белая пешка · b2 белая пешка · e2 белый король | c8 чёрный слон · h8 чёрная ладья · c7 чёрный конь · g7 чёрный слон · h6 белый конь · b5 белая ладья · c4 белая пешка · e4 чёрный король · h4 белый слон · f3 белый конь · g3 белая пешка · b2 белая пешка · e2 белый король | c8 чёрный слон · h8 чёрная ладья · c7 чёрный конь · g7 чёрный слон · h6 белый конь · b5 белая ладья · c4 белая пешка · e4 чёрный король · h4 белый слон · f3 белый конь · g3 белая пешка · b2 белая пешка · e2 белый король | c8 чёрный слон · h8 чёрная ладья · c7 чёрный конь · g7 чёрный слон · h6 белый конь · b5 белая ладья · c4 белая пешка · e4 чёрный король · h4 белый слон · f3 белый конь · g3 белая пешка · b2 белая пешка · e2 белый король | 8 |
| 7 | c8 чёрный слон · h8 чёрная ладья · c7 чёрный конь · g7 чёрный слон · h6 белый конь · b5 белая ладья · c4 белая пешка · e4 чёрный король · h4 белый слон · f3 белый конь · g3 белая пешка · b2 белая пешка · e2 белый король | c8 чёрный слон · h8 чёрная ладья · c7 чёрный конь · g7 чёрный слон · h6 белый конь · b5 белая ладья · c4 белая пешка · e4 чёрный король · h4 белый слон · f3 белый конь · g3 белая пешка · b2 белая пешка · e2 белый король | c8 чёрный слон · h8 чёрная ладья · c7 чёрный конь · g7 чёрный слон · h6 белый конь · b5 белая ладья · c4 белая пешка · e4 чёрный король · h4 белый слон · f3 белый конь · g3 белая пешка · b2 белая пешка · e2 белый король | c8 чёрный слон · h8 чёрная ладья · c7 чёрный конь · g7 чёрный слон · h6 белый конь · b5 белая ладья · c4 белая пешка · e4 чёрный король · h4 белый слон · f3 белый конь · g3 белая пешка · b2 белая пешка · e2 белый король | c8 чёрный слон · h8 чёрная ладья · c7 чёрный конь · g7 чёрный слон · h6 белый конь · b5 белая ладья · c4 белая пешка · e4 чёрный король · h4 белый слон · f3 белый конь · g3 белая пешка · b2 белая пешка · e2 белый король | c8 чёрный слон · h8 чёрная ладья · c7 чёрный конь · g7 чёрный слон · h6 белый конь · b5 белая ладья · c4 белая пешка · e4 чёрный король · h4 белый слон · f3 белый конь · g3 белая пешка · b2 белая пешка · e2 белый король | c8 чёрный слон · h8 чёрная ладья · c7 чёрный конь · g7 чёрный слон · h6 белый конь · b5 белая ладья · c4 белая пешка · e4 чёрный король · h4 белый слон · f3 белый конь · g3 белая пешка · b2 белая пешка · e2 белый король | c8 чёрный слон · h8 чёрная ладья · c7 чёрный конь · g7 чёрный слон · h6 белый конь · b5 белая ладья · c4 белая пешка · e4 чёрный король · h4 белый слон · f3 белый конь · g3 белая пешка · b2 белая пешка · e2 белый король | 7 |
| 6 | c8 чёрный слон · h8 чёрная ладья · c7 чёрный конь · g7 чёрный слон · h6 белый конь · b5 белая ладья · c4 белая пешка · e4 чёрный король · h4 белый слон · f3 белый конь · g3 белая пешка · b2 белая пешка · e2 белый король | c8 чёрный слон · h8 чёрная ладья · c7 чёрный конь · g7 чёрный слон · h6 белый конь · b5 белая ладья · c4 белая пешка · e4 чёрный король · h4 белый слон · f3 белый конь · g3 белая пешка · b2 белая пешка · e2 белый король | c8 чёрный слон · h8 чёрная ладья · c7 чёрный конь · g7 чёрный слон · h6 белый конь · b5 белая ладья · c4 белая пешка · e4 чёрный король · h4 белый слон · f3 белый конь · g3 белая пешка · b2 белая пешка · e2 белый король | c8 чёрный слон · h8 чёрная ладья · c7 чёрный конь · g7 чёрный слон · h6 белый конь · b5 белая ладья · c4 белая пешка · e4 чёрный король · h4 белый слон · f3 белый конь · g3 белая пешка · b2 белая пешка · e2 белый король | c8 чёрный слон · h8 чёрная ладья · c7 чёрный конь · g7 чёрный слон · h6 белый конь · b5 белая ладья · c4 белая пешка · e4 чёрный король · h4 белый слон · f3 белый конь · g3 белая пешка · b2 белая пешка · e2 белый король | c8 чёрный слон · h8 чёрная ладья · c7 чёрный конь · g7 чёрный слон · h6 белый конь · b5 белая ладья · c4 белая пешка · e4 чёрный король · h4 белый слон · f3 белый конь · g3 белая пешка · b2 белая пешка · e2 белый король | c8 чёрный слон · h8 чёрная ладья · c7 чёрный конь · g7 чёрный слон · h6 белый конь · b5 белая ладья · c4 белая пешка · e4 чёрный король · h4 белый слон · f3 белый конь · g3 белая пешка · b2 белая пешка · e2 белый король | c8 чёрный слон · h8 чёрная ладья · c7 чёрный конь · g7 чёрный слон · h6 белый конь · b5 белая ладья · c4 белая пешка · e4 чёрный король · h4 белый слон · f3 белый конь · g3 белая пешка · b2 белая пешка · e2 белый король | 6 |
| 5 | c8 чёрный слон · h8 чёрная ладья · c7 чёрный конь · g7 чёрный слон · h6 белый конь · b5 белая ладья · c4 белая пешка · e4 чёрный король · h4 белый слон · f3 белый конь · g3 белая пешка · b2 белая пешка · e2 белый король | c8 чёрный слон · h8 чёрная ладья · c7 чёрный конь · g7 чёрный слон · h6 белый конь · b5 белая ладья · c4 белая пешка · e4 чёрный король · h4 белый слон · f3 белый конь · g3 белая пешка · b2 белая пешка · e2 белый король | c8 чёрный слон · h8 чёрная ладья · c7 чёрный конь · g7 чёрный слон · h6 белый конь · b5 белая ладья · c4 белая пешка · e4 чёрный король · h4 белый слон · f3 белый конь · g3 белая пешка · b2 белая пешка · e2 белый король | c8 чёрный слон · h8 чёрная ладья · c7 чёрный конь · g7 чёрный слон · h6 белый конь · b5 белая ладья · c4 белая пешка · e4 чёрный король · h4 белый слон · f3 белый конь · g3 белая пешка · b2 белая пешка · e2 белый король | c8 чёрный слон · h8 чёрная ладья · c7 чёрный конь · g7 чёрный слон · h6 белый конь · b5 белая ладья · c4 белая пешка · e4 чёрный король · h4 белый слон · f3 белый конь · g3 белая пешка · b2 белая пешка · e2 белый король | c8 чёрный слон · h8 чёрная ладья · c7 чёрный конь · g7 чёрный слон · h6 белый конь · b5 белая ладья · c4 белая пешка · e4 чёрный король · h4 белый слон · f3 белый конь · g3 белая пешка · b2 белая пешка · e2 белый король | c8 чёрный слон · h8 чёрная ладья · c7 чёрный конь · g7 чёрный слон · h6 белый конь · b5 белая ладья · c4 белая пешка · e4 чёрный король · h4 белый слон · f3 белый конь · g3 белая пешка · b2 белая пешка · e2 белый король | c8 чёрный слон · h8 чёрная ладья · c7 чёрный конь · g7 чёрный слон · h6 белый конь · b5 белая ладья · c4 белая пешка · e4 чёрный король · h4 белый слон · f3 белый конь · g3 белая пешка · b2 белая пешка · e2 белый король | 5 |
| 4 | c8 чёрный слон · h8 чёрная ладья · c7 чёрный конь · g7 чёрный слон · h6 белый конь · b5 белая ладья · c4 белая пешка · e4 чёрный король · h4 белый слон · f3 белый конь · g3 белая пешка · b2 белая пешка · e2 белый король | c8 чёрный слон · h8 чёрная ладья · c7 чёрный конь · g7 чёрный слон · h6 белый конь · b5 белая ладья · c4 белая пешка · e4 чёрный король · h4 белый слон · f3 белый конь · g3 белая пешка · b2 белая пешка · e2 белый король | c8 чёрный слон · h8 чёрная ладья · c7 чёрный конь · g7 чёрный слон · h6 белый конь · b5 белая ладья · c4 белая пешка · e4 чёрный король · h4 белый слон · f3 белый конь · g3 белая пешка · b2 белая пешка · e2 белый король | c8 чёрный слон · h8 чёрная ладья · c7 чёрный конь · g7 чёрный слон · h6 белый конь · b5 белая ладья · c4 белая пешка · e4 чёрный король · h4 белый слон · f3 белый конь · g3 белая пешка · b2 белая пешка · e2 белый король | c8 чёрный слон · h8 чёрная ладья · c7 чёрный конь · g7 чёрный слон · h6 белый конь · b5 белая ладья · c4 белая пешка · e4 чёрный король · h4 белый слон · f3 белый конь · g3 белая пешка · b2 белая пешка · e2 белый король | c8 чёрный слон · h8 чёрная ладья · c7 чёрный конь · g7 чёрный слон · h6 белый конь · b5 белая ладья · c4 белая пешка · e4 чёрный король · h4 белый слон · f3 белый конь · g3 белая пешка · b2 белая пешка · e2 белый король | c8 чёрный слон · h8 чёрная ладья · c7 чёрный конь · g7 чёрный слон · h6 белый конь · b5 белая ладья · c4 белая пешка · e4 чёрный король · h4 белый слон · f3 белый конь · g3 белая пешка · b2 белая пешка · e2 белый король | c8 чёрный слон · h8 чёрная ладья · c7 чёрный конь · g7 чёрный слон · h6 белый конь · b5 белая ладья · c4 белая пешка · e4 чёрный король · h4 белый слон · f3 белый конь · g3 белая пешка · b2 белая пешка · e2 белый король | 4 |
| 3 | c8 чёрный слон · h8 чёрная ладья · c7 чёрный конь · g7 чёрный слон · h6 белый конь · b5 белая ладья · c4 белая пешка · e4 чёрный король · h4 белый слон · f3 белый конь · g3 белая пешка · b2 белая пешка · e2 белый король | c8 чёрный слон · h8 чёрная ладья · c7 чёрный конь · g7 чёрный слон · h6 белый конь · b5 белая ладья · c4 белая пешка · e4 чёрный король · h4 белый слон · f3 белый конь · g3 белая пешка · b2 белая пешка · e2 белый король | c8 чёрный слон · h8 чёрная ладья · c7 чёрный конь · g7 чёрный слон · h6 белый конь · b5 белая ладья · c4 белая пешка · e4 чёрный король · h4 белый слон · f3 белый конь · g3 белая пешка · b2 белая пешка · e2 белый король | c8 чёрный слон · h8 чёрная ладья · c7 чёрный конь · g7 чёрный слон · h6 белый конь · b5 белая ладья · c4 белая пешка · e4 чёрный король · h4 белый слон · f3 белый конь · g3 белая пешка · b2 белая пешка · e2 белый король | c8 чёрный слон · h8 чёрная ладья · c7 чёрный конь · g7 чёрный слон · h6 белый конь · b5 белая ладья · c4 белая пешка · e4 чёрный король · h4 белый слон · f3 белый конь · g3 белая пешка · b2 белая пешка · e2 белый король | c8 чёрный слон · h8 чёрная ладья · c7 чёрный конь · g7 чёрный слон · h6 белый конь · b5 белая ладья · c4 белая пешка · e4 чёрный король · h4 белый слон · f3 белый конь · g3 белая пешка · b2 белая пешка · e2 белый король | c8 чёрный слон · h8 чёрная ладья · c7 чёрный конь · g7 чёрный слон · h6 белый конь · b5 белая ладья · c4 белая пешка · e4 чёрный король · h4 белый слон · f3 белый конь · g3 белая пешка · b2 белая пешка · e2 белый король | c8 чёрный слон · h8 чёрная ладья · c7 чёрный конь · g7 чёрный слон · h6 белый конь · b5 белая ладья · c4 белая пешка · e4 чёрный король · h4 белый слон · f3 белый конь · g3 белая пешка · b2 белая пешка · e2 белый король | 3 |
| 2 | c8 чёрный слон · h8 чёрная ладья · c7 чёрный конь · g7 чёрный слон · h6 белый конь · b5 белая ладья · c4 белая пешка · e4 чёрный король · h4 белый слон · f3 белый конь · g3 белая пешка · b2 белая пешка · e2 белый король | c8 чёрный слон · h8 чёрная ладья · c7 чёрный конь · g7 чёрный слон · h6 белый конь · b5 белая ладья · c4 белая пешка · e4 чёрный король · h4 белый слон · f3 белый конь · g3 белая пешка · b2 белая пешка · e2 белый король | c8 чёрный слон · h8 чёрная ладья · c7 чёрный конь · g7 чёрный слон · h6 белый конь · b5 белая ладья · c4 белая пешка · e4 чёрный король · h4 белый слон · f3 белый конь · g3 белая пешка · b2 белая пешка · e2 белый король | c8 чёрный слон · h8 чёрная ладья · c7 чёрный конь · g7 чёрный слон · h6 белый конь · b5 белая ладья · c4 белая пешка · e4 чёрный король · h4 белый слон · f3 белый конь · g3 белая пешка · b2 белая пешка · e2 белый король | c8 чёрный слон · h8 чёрная ладья · c7 чёрный конь · g7 чёрный слон · h6 белый конь · b5 белая ладья · c4 белая пешка · e4 чёрный король · h4 белый слон · f3 белый конь · g3 белая пешка · b2 белая пешка · e2 белый король | c8 чёрный слон · h8 чёрная ладья · c7 чёрный конь · g7 чёрный слон · h6 белый конь · b5 белая ладья · c4 белая пешка · e4 чёрный король · h4 белый слон · f3 белый конь · g3 белая пешка · b2 белая пешка · e2 белый король | c8 чёрный слон · h8 чёрная ладья · c7 чёрный конь · g7 чёрный слон · h6 белый конь · b5 белая ладья · c4 белая пешка · e4 чёрный король · h4 белый слон · f3 белый конь · g3 белая пешка · b2 белая пешка · e2 белый король | c8 чёрный слон · h8 чёрная ладья · c7 чёрный конь · g7 чёрный слон · h6 белый конь · b5 белая ладья · c4 белая пешка · e4 чёрный король · h4 белый слон · f3 белый конь · g3 белая пешка · b2 белая пешка · e2 белый король | 2 |
| 1 | c8 чёрный слон · h8 чёрная ладья · c7 чёрный конь · g7 чёрный слон · h6 белый конь · b5 белая ладья · c4 белая пешка · e4 чёрный король · h4 белый слон · f3 белый конь · g3 белая пешка · b2 белая пешка · e2 белый король | c8 чёрный слон · h8 чёрная ладья · c7 чёрный конь · g7 чёрный слон · h6 белый конь · b5 белая ладья · c4 белая пешка · e4 чёрный король · h4 белый слон · f3 белый конь · g3 белая пешка · b2 белая пешка · e2 белый король | c8 чёрный слон · h8 чёрная ладья · c7 чёрный конь · g7 чёрный слон · h6 белый конь · b5 белая ладья · c4 белая пешка · e4 чёрный король · h4 белый слон · f3 белый конь · g3 белая пешка · b2 белая пешка · e2 белый король | c8 чёрный слон · h8 чёрная ладья · c7 чёрный конь · g7 чёрный слон · h6 белый конь · b5 белая ладья · c4 белая пешка · e4 чёрный король · h4 белый слон · f3 белый конь · g3 белая пешка · b2 белая пешка · e2 белый король | c8 чёрный слон · h8 чёрная ладья · c7 чёрный конь · g7 чёрный слон · h6 белый конь · b5 белая ладья · c4 белая пешка · e4 чёрный король · h4 белый слон · f3 белый конь · g3 белая пешка · b2 белая пешка · e2 белый король | c8 чёрный слон · h8 чёрная ладья · c7 чёрный конь · g7 чёрный слон · h6 белый конь · b5 белая ладья · c4 белая пешка · e4 чёрный король · h4 белый слон · f3 белый конь · g3 белая пешка · b2 белая пешка · e2 белый король | c8 чёрный слон · h8 чёрная ладья · c7 чёрный конь · g7 чёрный слон · h6 белый конь · b5 белая ладья · c4 белая пешка · e4 чёрный король · h4 белый слон · f3 белый конь · g3 белая пешка · b2 белая пешка · e2 белый король | c8 чёрный слон · h8 чёрная ладья · c7 чёрный конь · g7 чёрный слон · h6 белый конь · b5 белая ладья · c4 белая пешка · e4 чёрный король · h4 белый слон · f3 белый конь · g3 белая пешка · b2 белая пешка · e2 белый король | 1 |
|   | a | b | c | d | e | f | g | h |   |

1.Лf5! угрожает 2.Лf4#

1…Лf8 2. Сf6! — перекрытие Новотного. Белые жертвуют свою фигуру в точке пересечения двух разноходящих линейных фигур чёрных, создавая две угрозы 3.Ле5# и 3.Лf4#.

2…Л:f6 3. Лe5#

2…С:f6 3. Лf4#

(2…С:f5 3.Кg5# или 3.Кd2#)

1…С:f5 2.Kf7 ~ 3.Kd6# и K7g5#